# جاستین بارتا
جاستین لی بارتا (به انگلیسی: Justin Lee Bartha) (زاده ۲۱ ژوئیه ۱۹۷۸) بازیگر آمریکایی است.

## فیلم‌شناسی
- گنجینه ملی (۲۰۰۴)
- به مرد اعتماد کن (۲۰۰۵)
- شکست در اجرا (۲۰۰۶)
- گنجینه ملی: کتاب رمز (۲۰۰۷)
- خماری (۲۰۰۹)
- ریباند (۲۰۰۹)
- خماری: قسمت دوم (۲۰۱۱)
- خماری: قسمت سوم (۲۰۱۳)
- کشمکش خوب (۲۰۱۷)
- در برابر ساعت (۲۰۱۹)